# 江南馆街街坊遗址
江南馆街街坊遗址，位于四川省成都市锦江区原江南馆街，遺址以唐、宋時期的街道、房址和排水設施為主體構成，有錯磚路4條、泥土支路4條、房址22座，大小排水渠16條。遺址內遺跡保存較好，是填補成都城市考古空白的重大考古發現，遺址內各類遺跡十分豐富，主次街道、房屋、排水道（城市下水道）規劃科學，佈局合理。是四川境內已發現的唐、宋時期數十處遺址中保存最為完整的一處，為研究唐、宋時期的建築形制、風格、營造技術提供了重要的實物資料。于2007年10月进行勘探和发掘。2008年入选全国十大考古新发现，2012年7月16日公佈為第八批四川省文物保護單位。2013年3月5日列為第七批全國重點文物保護單位。

## 遗址位置
江南馆街街坊遗址位于位于中国四川省成都市锦江区原江南馆街北侧、东临纱帽街和大慈寺，西至红星路三段，北侧为已建成的成都国际金融中心（IFS），南侧为成都地铁2号线与3号线的换乘站春熙路站，地處成都市城區的中心地帶。為唐、宋時期成都城的東南部，所處的地理位置與文獻記載的“富春坊”位置吻合。

## 发掘过程
1999年4月至6月，为配合成都市锦江区教委修建北糠小学办公楼工程，成都市文物考古工作队对江南馆街进行考古勘探发掘，发掘面积约250平方米。
2007年10月起，为配合香港九龙仓集团成都国际金融中心（IFS）项目工程的基础设施建设，江南馆街遗址进行了进一步的勘探和发掘工作，发现了重要的唐宋时期街道、房屋以及其配套的下水道遗址。

## 遗址内容

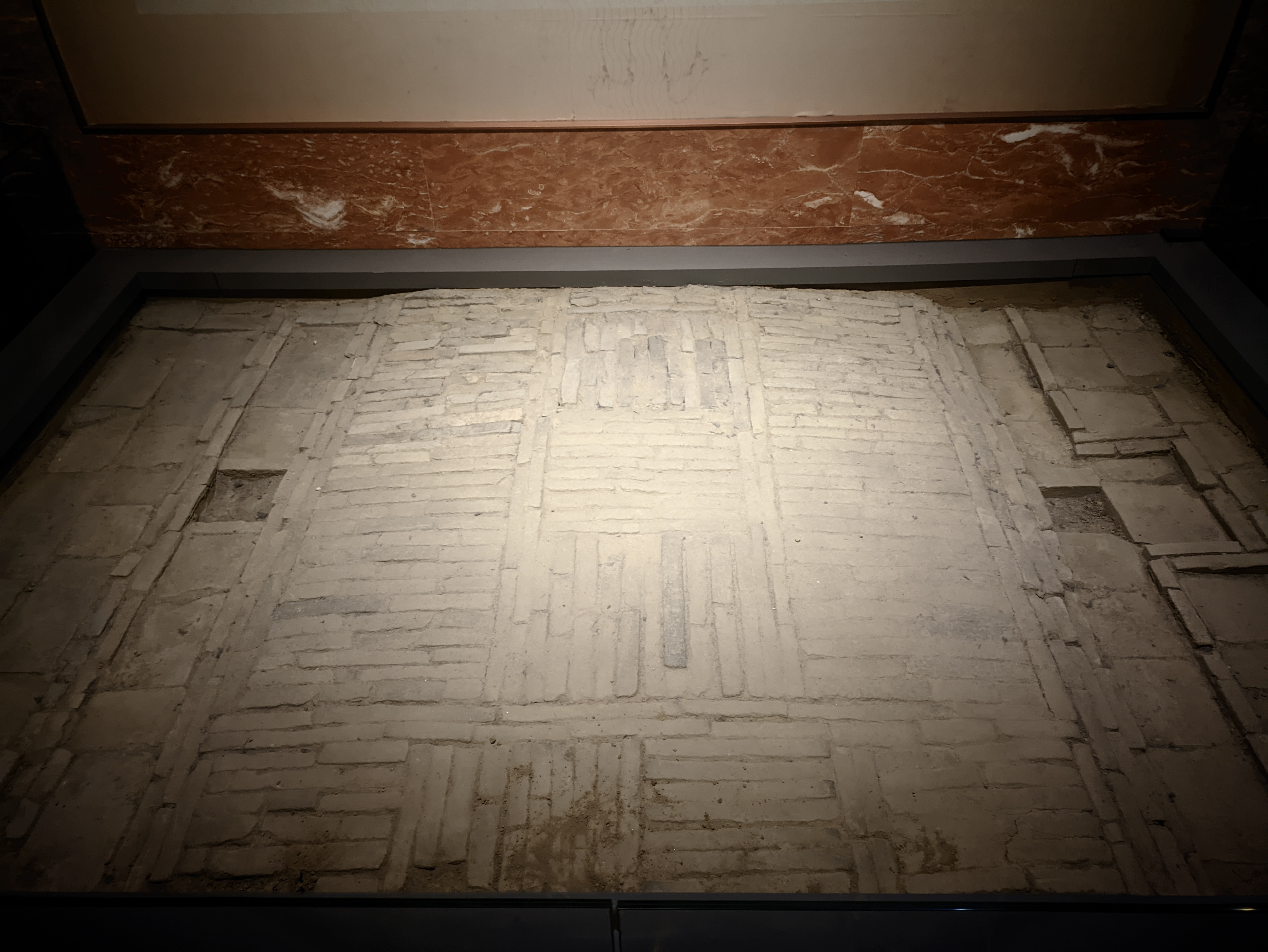
宋代铺砖街道路面，成都博物馆藏

江南馆街街坊遗址根据内容大致分为两个阶段：第一阶段时代为唐末到北宋，第二阶段时代为南宋早期、中期，以及部分元朝痕迹。
遗址中发掘出唐朝至北宋时期的四条主要铺砖街道，宽约2.1~2.3米，长度约220米，其中南段约53米保存较为良好。四条街道中两条呈南北走向，距离约50米，基本平行；另两条东西走向的道路与其垂直交叉连接，形成十字接口。主要铺砖街道两侧分布了4条支路。
房址分布在街道旁侧，大小不一，有单间或套间（共21间），不成院落，均面向街道开门；修建方式和规制均相近，用纯净的浅黄色土为室内垫土，部分房屋有平铺的砖面；竖砌一或两层砖为墙基，墙体推测为木质或竹栅式，立柱处下垫红砂石柱础。除房屋外，遗址中同时还有与街道和房屋相配套的大小排水道共16条，其中4条为地下排水沟主道，还存有街道两侧的的排水道和其他与房屋、“天井”连接的支道。
遗址在发掘过程中还曾发现大量火烧痕迹，推断这些房屋可能毁于火灾或者战火。

## 价值
江南馆街唐宋街坊遗址是文献记载中繁荣发达的唐宋成都城重要的实物见证，遗址中发现的铺转街道以及纵横交错的下水道结构在中国现有的城市考古史上非常罕见。
遗址中出土了较多的佛教器物，推测可能与唐宋时期成都大慈寺及其周边繁华街肆格局和位置变迁有一定联系。

## 遗址保护
按照原计划遗址上将建设陈列馆，与旁边建设的商业地块对接为一个整体。而就目前已建成的成都国际金融中心写字楼来看，遗址实际上并未得到较好的展示。写字楼南侧、春熙路地铁站以北的遗址中心区仅以“古迹广场”为名，用钢化玻璃在地面上展示了遗址的很小一部分，并且保护工作也不甚到位。